# Abraham Johannes Gaillard
Abraham Johannes Gaillard, beter bekend als A.J. Gaillard, (Den Haag, 5 augustus 1848 – Kampen, 12 april 1903) was een Nederlands dirigent en muziekpedagoog.
Hij was zoon van kleermaker/dansmeester Abraham Johannes Leonardus Gaillard en Dina Philippina Coenen. Halfbroer Paul Gaillard ging ook de muziek in, maar dan in Sneek. A.J. Gaillard trouwde met Johanna Langen en na haar dood met Wilhelmina Gerarda Mauritia Koentz, dochter van Gerrit Maurits Koentz, burgemeester van Wijchen van 1840 tot 1854. Gaillard stierf na een kort ziekbed. Hij werd begraven in Kampen, waar in augustus 1903 een gedenkteken op zijn graf werd onthuld. Zoon A.J.G.M. Gaillard werd lid van de Rekenkamer van Nederlands-Indië. 
Hij kreeg zijn muziekopleiding aan de voorloper van het Haags Conservatorium. Na zijn opleiding ging hij viool spelen bij het Paleisorkest (Paleis voor Volksvlijt) van Johannes Meinardus Coenen en later bij het Stedelijk Orkest Utrecht van Cornelis Coenen. Hij vertrok naar Kampen en werd er in 1868 tot aan zijn dood kapelmeester van het stedelijk orkest, dat onder zijn bewind en dat van stadsmuziekmeester C.A. Bekker uitgroeide tot een orkest op hoog niveau; het deed mee aan muziekconcoursen tot in Gent aan toe. Voorts bekleedde hij in Kampen de functies van directeur en docent van de stedelijke muziekschool alsmede dirigent van de zangvereniging "Gemengd koor" en liedertafel "Euterpe". In aanvulling op die werkzaamheden was hij ook nog docent aan de rijksnormaalschool en organist van de Lutherse kerk. Hij was in 1875 een van de gegadigden voor een docentschap aan de stadsmuziekschool in Sneek, maar nam de benoeming niet aan.
Van zijn hand verscheen een beperkt aantal composities, zoals een Grote Taptoe en een Fantaisie, Zweite Ungarische Rapsodie. Voorts is hij de componist van het lied Hymne aan Neerland’s koninginnen op tekst van de schooldirecteur te Kampen Willem Heetjans, geschreven voor het bezoek van koningin Emma van Waldeck-Pyrmont en de aanstaande koningin Wilhelmina der Nederlanden in 1895 aan de stad Kampen.